# アレンゴ
アレンゴ（イタリア語:Arengo）とは、周囲をイタリアに囲まれた内陸国のサンマリノで1000年前から受け継がれてきた直接民主主義の制度のことである。

## 概要
国家元首が就任すると、アレンゴという「市民が直接国家元首に請願書を出せる」という市民の声を直接取り入れるこの儀式が必ず行われる。